# Lulu (toneelstuk)
Lulu is een theaterstuk over de liefde en de vrouwelijkheid en in het bijzonder over de vrouwelijke liefde. Het is aan het eind van de 19e eeuw geschreven door de Duitse auteur Frank Wedekind en wordt tot op de dag van vandaag in allerlei versies uitgevoerd.

## Geschiedenis en thema
Het aanvankelijke manuscript voor Lulu uit 1894 had als ondertitel 'Een Monstertragedie'. In het stuk staat de vrouw via het personage Lulu centraal. Deze werd als zeer zelfbewust, vrijpostig en onafhankelijk neergezet, vooral ook op het gebied van liefde en seksualiteit. Wedekind werd ervan beticht pornografisch werk te maken en aan te zetten tot perversiteiten. Dat, samen met de soms gewelddadige inslag, leidde tot problemen met de opvoering. 
Het ging Wedekind echter om problematiseren van de moraal en van de scheiding tussen goed en kwaad. Lulu laat in geest en lichamelijkheid haar flexibiliteit zien en uit haar liefde, seksualiteit en gender steeds anders. Zij trekt aan en stoot af, en dat steeds bij andere mannen - en soms een vrouw - die elk een geheel andere relatie tot haar hebben, maar haar allen bewonderen. De ontknoping van de relaties is voor alle betrokkenen echter dramatisch.
Er zijn vele interpretaties van  het karakter Lulu in omloop. Was zij de belichaming van de mannenfantasie, een speelpop, een zelfbewuste vrouw, een femme fatale, een slachtoffer van haar omgeving en tijd? 
Wedekind herschreef het stuk door de problemen met censuur en maakte er twee stukken van, een onder de naam 'De aardgeest' (1895) en een onder de naam 'De doos van Pandora' (1904). Later werden de stukken weer samengevoegd, onder de naam Lulu.

## Nederlands
Het stuk Lulu is door Judith Herzberg in het Nederlands vertaald, en in 1989 onder regie van Ivo van Hove opgevoerd door Toneelgroep Amsterdam samen met de Belgische Theatergroep De Tijd met Chris Nietvelt als een hartverscheurende Lulu. Andere uitvoeringen volgden, zoals die van De Theatercompagnie in 2001 onder regie van Theu Boermans met Halina Reijn als vunzige en tegelijk bijna parodiërende Lulu en die van Johan Simons in 2006 bij Hollandia met de Betty Schuurman als aardse Lulu. In 2016 was het de Toneelgroep Oostpool met Kirsten Mulder als Lulu, die het in een gestileerde versie op de planken zette, onder regie van Marcus Azzini.

## Opera en film
Het stuk en het karakter Lulu inspireerden vele andere kunstenaars, zoals Alban Berg, die het stuk in 1935 omwerkte tot opera. Er zijn daarnaast de afgelopen eeuw talloze films gemaakt die zijn geïnspireerd door het karakter Lulu of het stuk van Wedekind, al dan niet met als titel Lulu, onder meer Lulu (1917) met Erna Morena, Büchse der Pandora (1923), Die Büchse der Pandora (1929), Lulu (1962) Lulu on the Bridge (1998) en Something Wild (1986).